# Jeff VanderMeer
Jeffrey Scott VanderMeer (Bellefonte, 7 luglio 1968) è uno scrittore e editore statunitense.
È conosciuto per il suo contributo al fantasy e alla fantascienza, in particolare per il sottogenere New Weird, di cui ha coniato la prima definizione ufficiale. Nel 2015 l'editore Einaudi ha pubblicato, con traduzione di Cristiana Mennella, la Trilogia dell'Area X, facendone uscire i tre romanzi nella collana "Supercoralli".

## Biografia
È nato a Bellefonte in Pennsylvania, ma ha trascorso la maggior parte della sua infanzia nelle Isole Figi, dove i genitori lavoravano per i Corpi di pace. Questa esperienza, insieme al viaggio di ritorno verso gli Stati Uniti attraverso l'Asia, l'Africa e l'Europa, lo ha influenzato profondamente. Nel 2003 ha sposato Ann Kennedy, all'epoca redattrice per la Buzzcity Press e per la rivista The Silver Web. Al momento Ann VanderMeer lavora come redattrice per la rivista Weird Tales. I VanderMeer vivono a Tallahassee in Florida.
VanderMeer è l'autore del best seller City of Saints and Madmen, ambientato nella città immaginaria di Ambergris, e di altri romanzi pubblicati da Bantam, Tor e Pan Macmillan. Ha vinto due premi World Fantasy e più di recente il premio Le Cagard cosmique in Francia e il Tähtifantasia Award in Finlandia, entrambi per City of Saints. È stato anche finalista in concorsi quali Hugo Award, Bram Stoker Award, IHG Award e Philip K. Dick Award. Veniss Underground e Shriek: An Afterword sono stati tra i libri migliori dell'anno nelle classifiche di Amazon, The Austin Chronicle, The San Francisco Chronicle e Publishers Weekly. Sia i suoi libri che i suoi racconti sono stati tradotti in più di venti lingue. The Thackery T. Lambshead Pocket Guide to Eccentric & Discredited Diseases potrebbe essere la sua raccolta di racconti più famosa, è considerata un cult e tuttora viene ristampata insieme alla serie Leviathan.
VanderMeer è stato il redattore e l'editore di Ministry of Whimsy Press, lavoro da cui di recente si è preso una pausa. Ministry of Whimpsy Press ora è un marchio della Wyrm Publishing, una delle cui pubblicazioni, The Troika di Stephen Chapman, ha vinto il Philip K. Dick Award nel 1997. Le recensioni e i saggi di VanderMeer sono stati pubblicati sul Washington Post, sul Publishers Weekly e su molti altri giornali. Ha una rubrica sulla sezione del blog di Amazon dedicata ai libri e alla cultura. È stato giudice per gli Eisner Awards e ospite a diversi eventi come al Brisbane Writers Festival, a Finncon in Helsinki, e alla conferenza annuale dell'American Library Association. Ha realizzato presentazioni multimediali e lezioni note in tutte il mondo su diversi argomenti, e appare spesso in eventi pubblici come al Clarion Workshop a alla Trinity Prep School.
Ultimamente VanderMeer ha cominciato a sperimentare in altri media: ha girato un film basato sul suo romanzo Shriek con la colonna sonora della rock band The Church, e dal suo racconto A New Face in Hell Joel Veitch ha realizzato una versione animata per la PlayStation. Ora VanderMeer sta scrivendo Predator: South China Seas, un romanzo della serie Predator per i Dark Horse Comics, e l'introduzione alla seconda graphic novel Wormwood: Gentleman Corpse di Ben Templesmith, pubblicata dalla IDW PUblishing. Tra gli altri progetti ci sono sette antologie (da The New Weird all'antologia per beneficenza Last Drink Bird Head), un cortometraggio basato sul racconto The Situation e diverse novelle, inclusa Borne, un sequel di The Situation. L'ultimo romanzo della saga di Ambergris, Finch, è stato nominato all'edizione del 2009 del Premio Nebula nella categoria "miglior romanzo". Per questo libro VanderMeer ha contattato la rock band Murder By Death per una colonna sonora da vendere con un'edizione limitata, rilasciata a ottobre 2009. È stato pubblicato nella rivista Postscripts.

## Opere

### Saga di Ambergris
- The Hoegbotton Guide to the Early History of Ambergris, by Duncan Shriek (1999)
- City of Saints and Madmen (2001) La città dei santi e dei folli, Elara libri, 2016
- Veniss Underground (2003), Veniss underground, Elara libri, 2017
- Shriek: An Afterword (2006)
- Finch (2009)

### Trilogia dell'Area X
- Annihilation (2014), Annientamento, Einaudi, 2015
- Authority (2014), Autorità, Einaudi, 2015
- Acceptance (2014), Accettazione, Einaudi, 2015
- Absolution (2024), Assoluzione

### Altri romanzi
- Dradin, In Love (1996)
- Predator: South China Seas (2008)
- Borne (2017), Einaudi, 2018[8]
- Hummingbird Salamander (2021); Colibrì Salamandra, Einaudi, 2022[9]

### Collezioni di racconti
- The Book of Frog (1989)
- The Book of Lost Places (1996)
- The Day Dali Died (2003)
- Secret Life (2004)
- Why Should I Cut Your Throat? (2004)
- VanderMeer 2005 (2005)
- Secret Lives (2006)
- The Surgeon's Tale and Other Stories (con Cat Rambo, 2007)
- The Third Bear (2010)

### Altri racconti brevi
- "Mansions of the Moon" (2001) in Nemonymous 1
- "My Report on the Secret Life of Shane Hamill" (2006) in Eidolon I (ed. Jonathan Strahan, Jeremy G. Byrne)

### Antologie e saggi
- Leviathan 1 (con Luke O'Grady, 1994)
- Leviathan 2 (con Rose Secrest, 1998)
- Leviathan 3 (con Forrest Aguirre, 2002)
- Album Zutique (2003)
- The Thackery T Lambshead Pocket Guide to Eccentric & Discredited Diseases (con Mark Roberts, 2003)
- Fast Ships and Black Sails, (2007)
- The New Weird (con Ann VanderMeer, 2007)
- Best American Fantasy (con Ann VanderMeer, 2007)
- Best American Fantasy: v. 2 (con Ann VanderMeer, 2008)
- Last Drink Bird Head, (2008)
- Steampunk (con Ann VanderMeer, 2008)
- The Thackery T. Lambshead Cabinet of Curiosities (con Ann VanderMeer, 2011)
- The Weird (con Ann VanderMeer, 2012)
- The Time Traveler's Almanac (con Ann VanderMeer, 2014)
- Sisters of the Revolution: A Feminist Speculative Fiction Anthology (con Ann VanderMeer, 2015)

### Guide
- The Kosher Guide to Imaginary Animals (con Ann VanderMeer, 2010)

### Altri
- Why Should I Cut Your Throat? (2004)
- Booklife (2009)